# InterContinental Yokohama Grand
InterContinental Yokohama Grand (jap. ヨコハマ グランド インターコンチネンタル ホテル Yokohama gurando intākonchinentaru hoteru) – pięciogwiazdkowy hotel położony w Minato Mirai w Jokohamie, został ukończony w 1991 roku po dwóch latach prac. Był to pierwszy hotel grupy InterContinental w Japonii. Budynek ma 70 000 m² powierzchni użytkowej i jest częścią Pacifico Yokohama.
Jest to jeden z najbardziej prestiżowych i ekskluzywnych hoteli w Jokohamie, z charakterystycznym wyglądem zewnętrznym przypominającym kształt „białego żagla pływającego po morzu jachtu”. Hotel ma 31 pięter nad ziemią i jedno pod nią, z 594 pokojami. Budowa rozpoczęła się w 1989 roku, a hotel został otwarty 20 sierpnia 1991 roku.

## Galeria

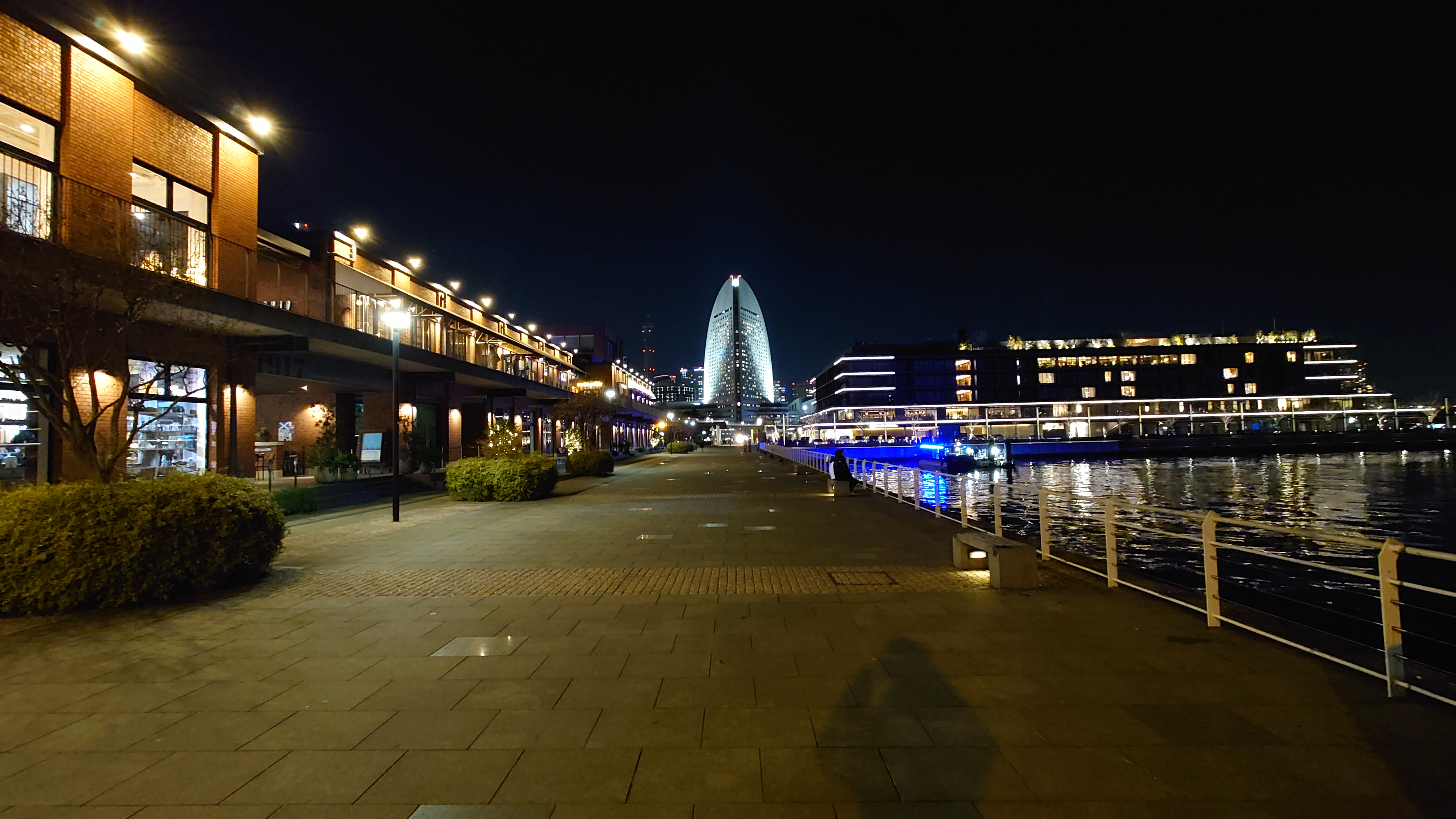
Na wprost hotel InterContinental Yokohama Grand zdjęcie zrobione w pobliżu Marine & Walk Yokohama
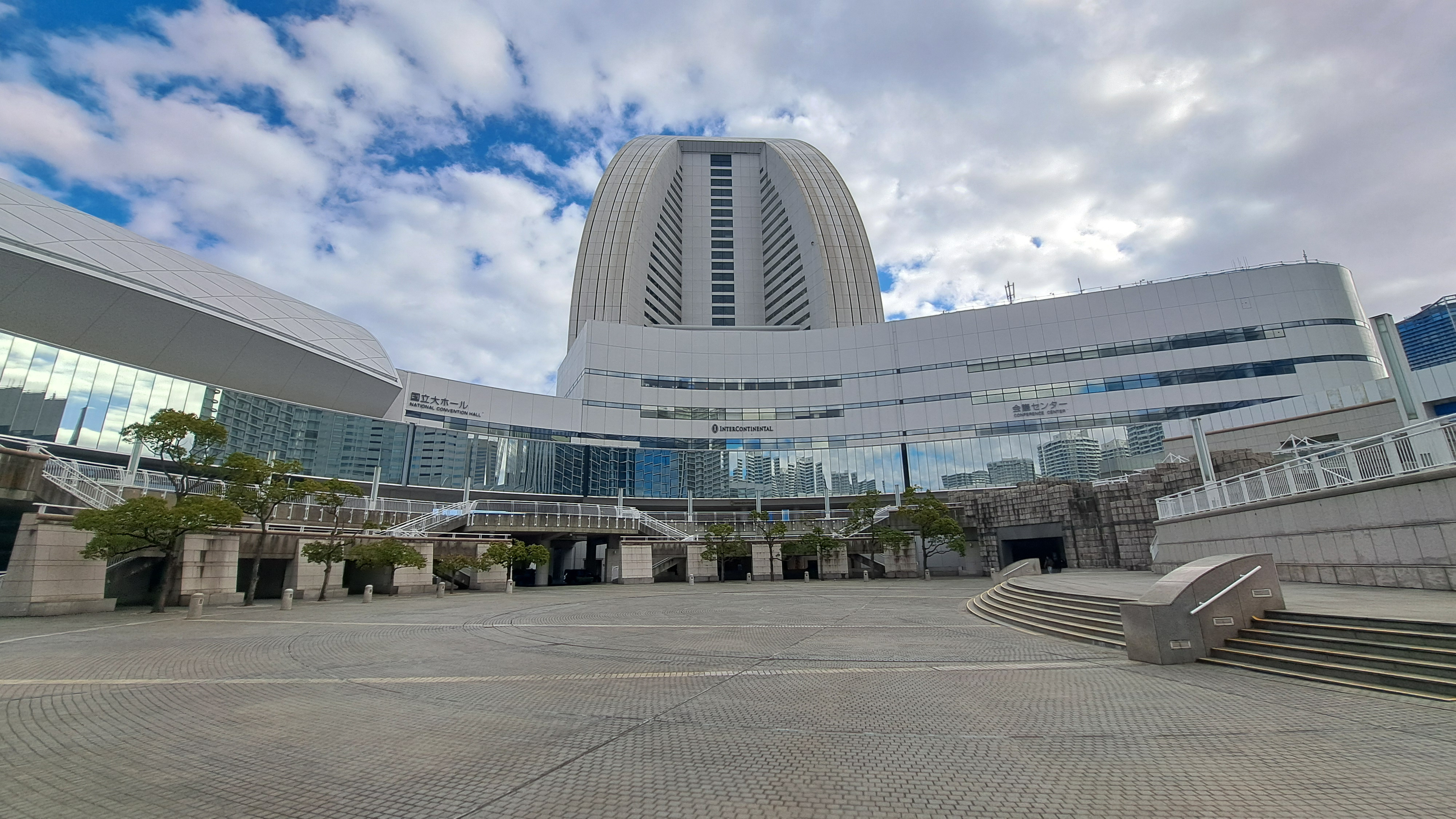
Tył hotelu
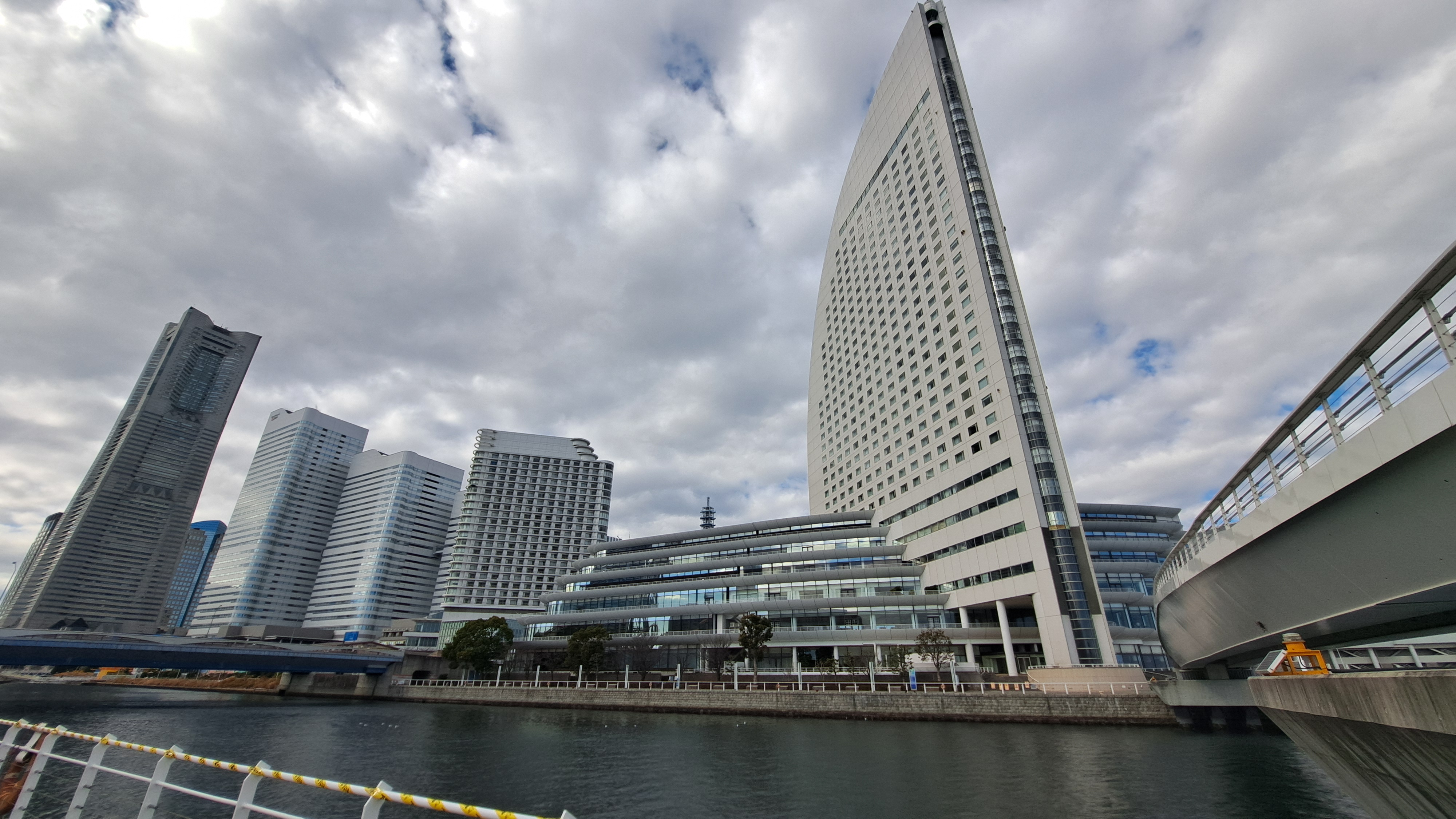
Na zdjęciu od lewej Yokohama Landmark Tower, Queen's Square Yokohama, Pacifico Yokohama i InterContinental Yokohama Grand
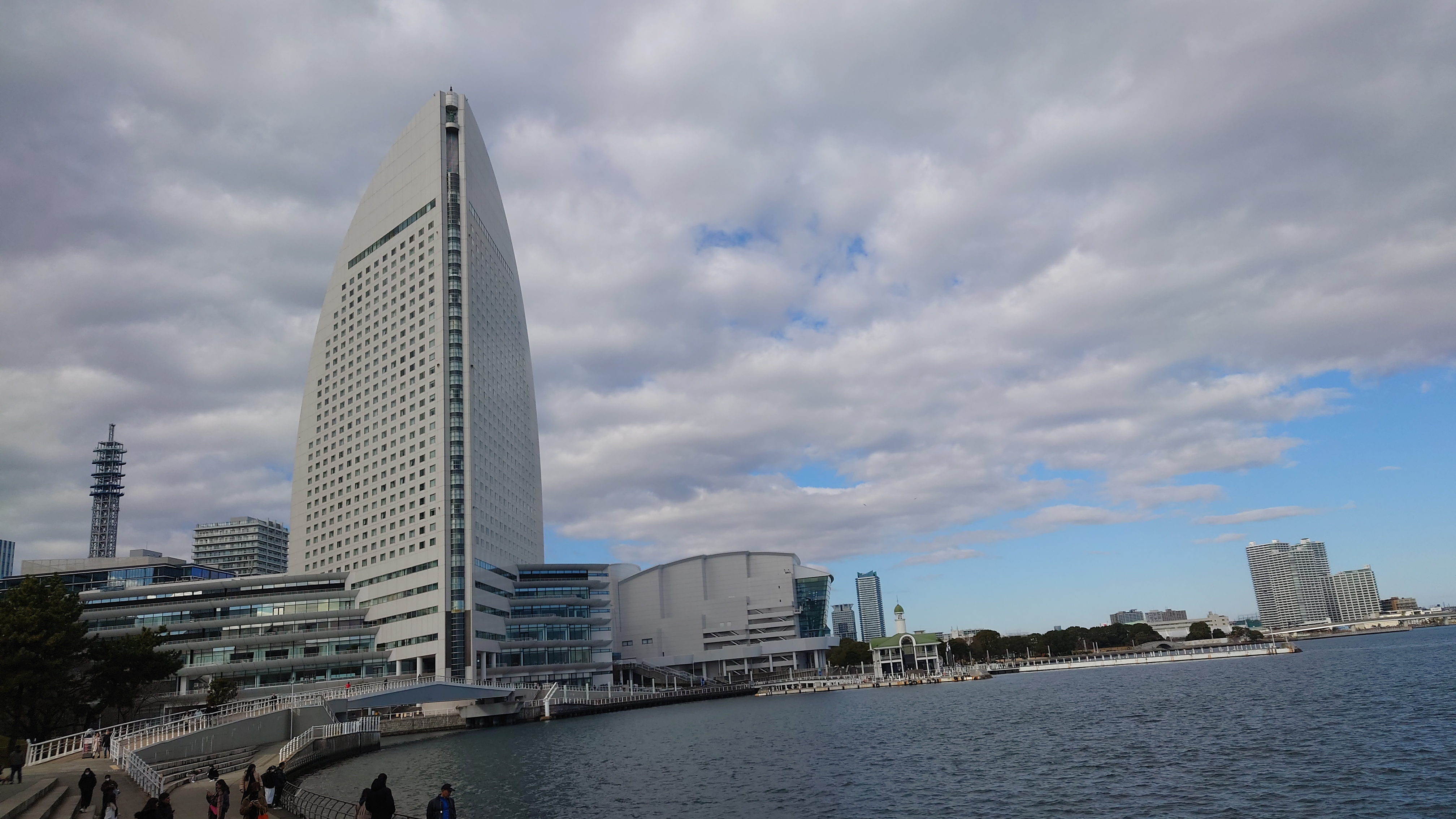
Hotel i port w Jokohamie